# Fitzroy Cummings
Fitzroy Cummings (23 de noviembre de 1997) es un futbolista jamaicano que juega en la demarcación de defensa para el Mount Pleasant FA de la Liga Premier Nacional de Jamaica.

## Selección nacional
Hizo su debut con la selección de fútbol de Jamaica el 11 de marzo de 2023 en un encuentro amistoso contra Trinidad y Tobago que finalizó con un resultado de 0-1 a favor del combinado trinitense tras un gol de Reon Moore.

## Clubes
| Club              | País    | Año           | Partidos | Goles |
| ----------------- | ------- | ------------- | -------- | ----- |
| Vere United FC    | Jamaica | 2022-2023     | 22       | 0     |
| Mount Pleasant FA | Jamaica | 2023-presente | 49       | 0     |